# Live from London (EP de Natalie Imbruglia)
Live from London é um EP digital da cantora australiana Natalie Imbruglia, lançado em 2007.

## Lançamento
O EP foi lançado exclusivamente por meio da iTunes Store, como parte da série Live from London da loja virtual. Ele contém cinco versões acústicas ao vivo de faixas da coletânea Glorious: The Singles 97-07, lançada por Natalie no mesmo ano.
Uma versão promocional limitada em CD também foi distribuída pela gravadora Brightside Recordings à época.

## Faixas
EP iTunes 

1. "Glorious" (N. Imbruglia, Crispin Hunt)
2. "Wishing I Was There" (N. Imbruglia, Phil Thornalley, Colin Campsie)
3. "Shiver" (N. Imbruglia, Eg White, Sheppard Solomon)
4. "Smoke" (N. Imbruglia, Matt Bronleewe)
5. "Torn" (Anne Preven, Phil Thornalley, Scott Cutler)

CD Promocional 

1. "Glorious" (N. Imbruglia, Crispin Hunt)
2. "Shiver" (N. Imbruglia, Eg White, Sheppard Solomon)
3. "Wrong Impression" (N. Imbruglia, Gary Clark)

## Paradas musicais
O EP atingiu o topo do iTunes Chart no gênero Pop, no dia de seu lançamento, no Reino Unido. Já a versão acústica do single "Glorious" atingiu a posição #5 nas vendas gerais da loja.
| Parada (2007)                          | Posição |
| -------------------------------------- | ------- |
| Reino Unido (iTunes UK Pop Albums)     | 1       |
| Reino Unido (iTunes UK Top 100 Albums) | 3       |
| Espanha (iTunes Top 100 Albums)        | 37      |